# 管工事
管工事（かん こうじ）とは、冷暖房、冷凍冷蔵、空気調和、給排水、衛生等のための設備を設置し、又は金属製等の管を使用して水、油、ガス、水蒸気等を送配するための設備を設置する工事、を業とする建設業。
工事の例示としては、 冷暖房設備工事、冷凍冷蔵設備工事、空気調和設備工事、給排水・給湯設備工事、厨房設備工事、衛生設備工事、浄化槽工事、水洗便所設備工事、ガス管配管工事、ダクト工事、管内更生工事
「冷暖房設備工事」、「冷凍冷蔵設備工事」、「空気調和設備工事」には、冷媒の配管工事などフロン類の漏洩を防止する工事が含まれる。
し尿処理に関する施設の建設工事における『管工事』、『水道施設工事』及び『清掃施設工事』間の区分の考え方は、規模の大小を問わず浄化槽（合併処理槽を含む。）によりし尿を処理する施設の建設工事が『管工事』に該当し、公共団体が設置するもので下水道により収集された汚水を処理する施設の建設工事が『水道施設工事』に該当し、公共団体が設置するもので汲取方式により収集されたし尿を処理する施設の建設工事が『清掃施設工事』に該当する。
『機械器具設置工事』には広くすべての機械器具類の設置に関する工事が含まれるため、機械器具の種類によっては『電気工事』、『管工事』、『電気通信工事』、『消防施設工事』等と重複するものもあるが、これらについては原則として『電気工事』等それぞれの専門の工事の方に区分するものとし、これらいずれにも該当しない機械器具あるいは複合的な機械器具の設置が『機械器具設置工事』に該当する。
建築物の中に設置される通常の空調機器の設置工事は『管工事』に該当し、トンネル、地下道等の給排気用に設置される機械器具に関する工事は『機械器具設置工事』に該当する。
上下水道に関する施設の建設工事における『土木一式工事』、『管工事』及び『水道施設工事』間の区分の考え方は、公道下等の下水道の配管工事及び下水処理場自体の敷地造成工事が『土木一式工事』であり、家屋その他の施設の敷地内の配管工事及び上水道等の配水小管を設置する工事が『管工事』であり、上水道等の取水、浄水、配水等の施設及び下水処理場内の処理設備を築造、設置する工事が『水道施設工事』である。なお、農業用水道、かんがい用配水施設等の建設工事は『水道施設工事』ではなく『土木一式工事』に該当する。
公害防止施設を単体で設置する工事については、『清掃施設工事』ではなく、それぞれの公害防止施設ごとに、例えば排水処理設備であれば『管工事』、集塵設備であれば『機械器具設置工事』等に区分すべきものである。

## 管工事の内容
冷暖房、空気調和、給排水、衛生等のための設備を設置し、または金属製等の管を使用して水、油、ガス、水蒸気等を送配するための設備を設置する工事。

## 管工事の内容の例示
冷暖房設備工事、冷凍冷蔵設備工事、空気調和設備工事、給排水・給湯設備工事、厨房設備工事、衛生設備工事、浄化槽工事、水洗便所設備工事、ガス管配管工事、ダクト工事、管内更生工事

## 工事内容
- 冷温水配管、冷媒配管、蒸気配管などの配管
- 給水、給湯、排水などの衛生配管工事
- 衛生機器、風呂設備などの機器類設置
- 調理器具などの厨房機器、熱源機器、排気フード設置工事
- 空調、排気、排煙などのダクト工事

## 資格等
- 管工事施工管理技士（施工管理技士）
- 水道布設工事-水道布設工事監督者（水道法）
- 給水工事/給水装置工事-給水装置工事主任技術者
- ボイラーの据付け工事-ボイラー据付け工事作業主任者（2006年から廃止）
- 登録配管基幹技能者
- 登録ダクト基幹技能者
- 建築配管技能士
- 建築板金技能士（ダクト板金作業）

## 団体等
- 日本空調衛生工事業協会
- 指定工事店